# Pipilo chlorurus
El rascador migratorio o toquí coliverde (Pipilo chlorurus) es una especie de ave paseriforme de la familia Passerellidae que habita en los Estados Unidos y México.

## Descripción
Es un ave que alcanza los 17 cm de longitud en edad adulta. Machos y hembras son similares, de color gris en las partes ventrales y oliváceo con tintes amarillos en las dorsales. Es distintivo de este rascador la corona rojiza brillante y el patrón de la garganta blanca dividida en tres partes. También puede haber algo de blanco en la zona loreal. El pico es negro.
Habita en la mayor parte del interior del oeste de Estados Unidos. En invierno migra hacia el norte, occidente y centro de México, aunque puede llegar tan lejos como Oaxaca.
En su amplia distribución, es común en vegetación arbustiva; en chaparral, en bosques abiertos, en ecotonos y en matorral xerófilo, desde aproximadamente los 450 m hasta tierras frías.
Busca su alimento entre la hojarasca y escondido entre los arbustos.
Su llamado es un miaa, similar a un maullido. El canto del macho es variable, suave al principio y zumbante al final.